# God man
En god man är i Sverige en (fysisk) person som utses av allmän domstol för att utföra ett visst uppdrag. Den vanligaste formen av godmanskap anordnas med stöd av 11 kap. 4 § föräldrabalken. Enligt detta lagrum kan rätten anordna godmanskap för en person om denna på grund av sjukdom, psykisk störning, försvagat hälsotillstånd eller annat liknande förhållande behöver hjälp med att bevaka sin rätt, förvalta sin egendom eller sörja för sin person. Det är tingsrätten som beslutar om godmanskap och förvaltarskap. Den som utses till god man eller förvaltare ska vara en rättrådig, erfaren och i övrigt lämplig person. Den som är underårig eller som själv har förvaltare får inte vara god man eller förvaltare. 
Godmanskapets omfattning ska alltid anges i förordnandet. Enligt huvudregeln krävs huvudmannens samtycke. Godmanskap kan dock anordnas för en person utan dennas samtycke om personens tillstånd är sådant att denna uppenbarligen inte förstår vad saken gäller. En god man får inte gå emot huvudmannens vilja och denne kan säga upp godmanskapet. En god man skiljer sig således från en förvaltare genom att huvudmannen behåller sin rättshandlingsförmåga, alltså rätten att representera sig själv. En god man har rätt till skäligt arvode, även om uppdraget av hävd delvis är att betrakta som ett ideellt uppdrag och därför inte är avsett att följa gängse normer för lönesättning. Arvodet betalas av huvudmannen eller av kommunen beroende på hur stora tillgångar och inkomster huvudmannen har. I dagsläget ligger ett godmansarvode på runt 8 000–18 000 kr per år beroende på uppdragets omfattning. Den kommunala överförmyndarnämnden utövar tillsyn över godmans- och förvaltarskapsärenden i kommunen. 
Godmanskap kan även anordnas för barn om barnets vårdnadshavare inte kan tillgodose barnets intressen, till exempel om barnet och vårdnadshavaren är intressenter i samma arvskifte. God man kan också utses åt ett omyndigt barn som träffar ett avtal med sin förmyndare, till exempel när föräldrar ger en gåva till sina barn. Även ensamkommande asylsökande barn har rätt till en god man enligt lagen (2005:429) om god man för ensamkommande barn. 
God man utses även i ärenden avseende förvaltning eller försäljning av samägt gods (även fastigheter) enligt lagen (1904:48 s. 1) om samägt gods (samäganderättslagen). 
God man är vidare ett begrepp i fastighetsbildningslagen, 4 kap. 1–3 §§. En god man i detta sammanhang utses av kommunfullmäktige och kan komplettera förrättningslantmätaren som beslutande myndighet i lantmäteriförrättningar.